# Louis Lobeck
Louis Lobeck (* 10. Juni 1877 in Herisau; † 8. November 1949 in ebenda; heimatberechtigt in ebenda) war ein Schweizer Architekt aus Kanton Appenzell Ausserrhoden.

## Leben
Louis Lobeck war ein Sohn von Ludwig Wilhelm Lobeck, Apotheker, und Adeline. Nef. Im Jahr 1902 heiratete er Flora Knecht, Tochter des Heinrich Knecht, Kaufmann. Eine zweite Ehe ging er 1912 mit Elsa Maria Kämpf, Tochter des Emil Friedrich Kämpf, Sattlermeister, ein. Zum dritten Mal heiratete er im Jahr 1916: Er ehelichte Anna Luise Schnewlin, Tochter des Konrad Schnewlin. Er besuchte von 1893 bis 1896 das Technikum in Winterthur. Er absolvierte Praktika als Steinhauer und Zimmermann. Von 1897 bis 1899 besuchte er die Architekturschule in Dresden.
Ab 1900 führte Lobeck in Herisau ein Architekturbüro. Er war ein Vertreter des Heimatstils in der Ostschweiz. Zwischen 1905 und 1920 beteiligte er sich an der städtebaulichen Umgestaltung Herisaus. Dazu gehört beispielsweise das Geschäftshaus der Stickereiexportfirma Johann Georg Nef und Compagnie an der Bahnhofstrasse in Herisau, erbaut von 1912 bis 1914.  Im Jahr 1908 war er Gründungsmitglied des Bundes Schweizer Architekten. Von 1909 bis 1912 sass er im Gemeinderat von Herisau.

## Bauten
- Geschäftshaus von Viktor und Emil Tanner, Kasernenstrasse 17A, Herisau, 1902
- Wohnhaus von Louis Lobeck, untere Sonnenbergstrasse 3, Herisau, 1903
- Cilander AG, Bleicherei, Cilanderstrasse 17 und 17A, Wagenremise, Kesselhaus, Kohlenschopf-Neubau, Herisau, 1904
- Otto Lobeck, Kaufmann, untere Harfenbergstrasse 3, Stallgebäude an Wohnhaus, 1907
- Geschäftshaus der Stickereiexportfirma Johann Georg Nef und Compagnie, Bahnhofstrasse, Herisau, 1912–1914
- Signer und Compagnie, Appretur, Fabrikgebäude, Aufbau und Umbau, Schützenstrasse 38, Herisau, 1919
- Suhner und Compagnie, Fabrik, Aufbau und Verbindungsbau, Degersheimerstrasse 14, Herisau, 1920
- Bächtold und Compagnie, Verbindungsanbau, Wiesental 18, Herisau, 1920
- Wohnhaus von Dr. Hermann Müller-Walser, Gossauerstrasse 65, Herisau, 1922